# 韦柳春
韦柳春（1963年—），广西来宾人，壮族，中华人民共和国政治人物、第十二届全国人民代表大会广西地区代表。
毕业于湖北艺术学院钢琴专业。加入中国民主促进会。担任广西艺术学院音乐学院教授。2008年起担任全国人大代表。2013年，担任全国人大代表。